# Lily C.A.T.
Lily C.A.T est un long-métrage d'animation original de science fiction mélangeant horreur et voyages interplanétaires créé par Hisayuki Toriumi et sorti au japon en 1987. Cette œuvre est inspirée des films Alien et The Thing, et a été aussi comparé à un autre anime, Roots Search sorti un an plus tôt.

## Synopsis
Au XXIIIe siècle, le vaisseau d’exploration interplanétaire Saldes est en route vers la planète LA.03. Il transporte a son bord les membres d’équipage et un groupe de recrues de la société d’exploration qui voyage en état d’hibernation. Parmi eux, Nancy Stroustrup a un chat nommé Lily. À l’approche de leur destination, le personnel est réveillé et découvre que le vaisseaux a été contaminé par une forme de vie bactérienne qui menace rapidement la survie du groupe et de les transformer en un organisme monstrueux. À cela s’ajoute la découverte que le vaisseau est en fait sous le contrôle d’un chat cybernétique copié de Lily, qui suit le seul agenda de la société mère, et ce aux dépens de l’équipage du Saldes.

### Fiche technique du film
- Titre : Lily C.A.T
- Réalisation : Hisayuki Toriumi
- Scénario : Hisayuki Toriumi
- Character design : Yoshitaka Amano, Yasuomi Umetsu
- Musique : Akira Inoue
- Pays d'origine :  Japon
- Année de production : 1987
- Genre : Science-fiction, Horreur
- Durée : 70 minutes
- Dates de sortie : Japon : 1er septembre 1987

### Thèmes musicaux
- Listening to the Angels par Teressa Jonette

### Concepts abordés
- Hibernation et le concept : le film aborde le concept de Time Escapee : des individus qui utilisent l’hibernation et le voyage interstellaire  pour revenir sur Terre a une autre époque mais sans avoir vieillit, pour des motifs variés.
- Le film met en scène une navette spatiale des années 1990.